# ハッカドール
ハッカドール（英: Hacka Doll）は、DeNAが運営していた、サブカルチャーに特化したスマートフォン向けニュースアプリ。Android版とiOS版が2014年8月15日にサービスを開始した。副題は「君にシンクロするニュースアプリ」。2015年5月3日にはウェブ版のサービスが開始された。アプリ名称は「情報収集が捗る」「コンテンツ消費が捗る」という意味でつけられた。
2019年8月15日をもってサービスを終了し、アルバムとアラーム機能をオフラインで利用できるハッカドール THE めもりあるへアプリの仕様を変更した。アプリ及びアルバムデータの配信は2019年11月15日の正午に終了。

## 配信内容
漫画・アニメ・ライトノベル・声優・キャラクターグッズ・コスプレ・VOCALOID・特撮・BLの9ジャンルの、サブカルチャーに特化したニュースを扱う。情報源はまとめサイトや企業の公式サイト、個人ブログなどから収集される。初回起動の際にいくつかの質問に答えると、ユーザーの好みに合ったニュースを、朝昼晩各25件配信する。それぞれの配信記事に対して「欲しい/いらない」と意思表示することにより、配信記事の自動選別を最適化する。T-MEDIAホールディングスと提携しており、同社のTSUTAYA オンラインショッピングの商品情報もコンテンツのひとつとして提供していた。
ウェブ版は隙間時間に活用されるスマートフォン版との利用シーンの違いを考慮し、リアルタイムで記事が更新されるようになっていた。

## 開発経緯
生みの親である岩朝暁彦によると、2013年冬にコミックマーケットへDeNAが出展した折、Mobageのユーザーとの交流によりその重要性を感じた。その結果夏に開催されるコミックマーケットへ向けて会社で頑張ることになったが、それまでの間に期間があったので、12月31日にコミックマーケットの打ち上げをした直後から、ユーザーへ情報を提供できたり、新たなユーザーの獲得する手段を考え、2014年1月4日にDeNAでニュース配信アプリ制作のプレゼンテーションを行ったところ、新規事業として始めることになった。ハッカドールとして、具体化したのは同年4月になってからのことで、開発期間は4ヶ月半である。
使えるサーバーを探し始めるところから始まったプロジェクトも順風満帆とはいかず、当初岩朝がエンジニアにやりたいことを提案しても、それができたら魔法だねと切り返される事が多かったが、次第にエンジニアの方から不可能な箇所に対案を示してくれるようになった。プロジェクトメンバーも開始当初は岩朝とプロジェクトマネージャーら3人で切り盛りし、次第にメンバーが増強されていった。プロジェクトマネージャーは岩朝から請われた際自身の仕事を整理して参加しただけでなく、サーバーエンジニアのエースが必要と声優ソムリエのエンジニアを招聘。また、クライアントエンジニアの広瀬裕規や、Mobage事業でデータ分析担当が参画するなど、DeNA社内の有志が集結するプロジェクトに発展した。
DeNAのプレスリリースではキュレーションアプリと位置付けているが、2014年9月21日に開催された東京ゲームショウでのステージで、担当プロデューサーは本アプリを検索エンジンであると述べている。

## キャラクター
1号 - 3号がアプリのメインキャラクターを務める。
ハッカドール1号
声 - 高木美佑
金髪のハッカドール。本アプリでのメインナビゲーター及び主人公を務める。
誰に対しても丁寧な口調で喋る。2号は呼び捨て､3号はちゃん付けして呼んでいる。常にハイテンションかつ天真爛漫な明るい性格で頑張り屋だが、少々天然ボケなところがありドジをして空回りしてしまう事が多い。0号、2号ほどではないがスタイルがいい。
アニメ版ではアニメ好きで、アイドルやアニメの仕事にあこがれている一面がある｡
身長は155cm。好きな物はきゅうり。
イメージカラーは緑。
ハッカドール2号
声 - 奥野香耶
ピンク髪のハッカドール。アニメ・漫画担当。業界や産業構造上の問題を含め、アニメに関する造詣が深い。腐女子。笑顔を絶やさないおっとりとした性格で1号たち3人の中で一番年上のお姉さん的存在だが少々軽いところもあり、かなりの天然ボケでもある。背丈が高めで、スタイルのいい巨乳の持ち主。システム会社ではスーツ姿になったり、温泉旅館で殺人予告が起きたときには刑事に協力したりと好奇心旺盛でもある。1号、3号、4号はちゃん付けして呼んでいる。
漫画版ではおっとりとした性格が強調されており、周囲をほんわかさせることができる。なにかとセクハラ的な行動や想像を（特に1号に）されることが多い。
身長は165cm。好きな物はカワイイ男の子。
イメージカラーは赤。
ハッカドール3号
声 - 山下七海、武内駿輔（2018年4月1日 - 4月9日）
ラベンダー色の髪のハッカドール。声優・アニメソング担当。1号、2号より深く広い知識を持つが、無気力かつ面倒くさがり屋でマイペースな性格で普段からやる気が無いがどちらかいうと常識人でありツッコミに回ることもある。ハッカドールの中で一番年下。一人称は「ボク」で1号､2号にはちゃん付けされて呼ばれている。前述の東京ゲームショウで、男の娘である旨が明かされ、本作第6話でもその旨の表現がある（このときはシステムのバグで一時的に男の娘ではなくなった）。しかし外見から見れば可愛らしい女の子であり、一目惚れされることもある。
身長は135cm。好きな物は声優、ゲームの強い人、布団。
イメージカラーは青。
ハッカドール0号
声 - 柚木涼香
白髪のハッカドール。テレビアニメ版での後期生産版1 - 3号のダメっぷりに頭を悩ませる指導官的立場のハッカドール。通称「0姉（ぜろねえ）」。背が高めでグラマーな体型の持ち主。男勝りな性格で、いつもストレスMAXでイライラしているオラオラ系。
ハッカドール4号
声 - 上田麗奈
緑髪のハッカドール。下記の通りお蔵入りとなったものであるが、テレビアニメの放送に際し登場人物として新たに作成された。これまでの技術を集結させた最新型で1号たちの手本になるように0号に送り出されたが、能力だけでなくポンコツっぷりもグレードアップしている。明るい性格で常にハイテンションだが、設定はやや常識外れの天然娘かつお調子者で能天気なトラブルメーカー。その一方で酷い目に合うことが多く、心の傷を負うこともしばしば。
1～3号のクライアントとは利害が相反するクライアントからミッション依頼を受けることも多く、1～3号とのバトルに発展することもある。
イメージカラーは黄緑。
キャラクターデザインはプロモーションビデオ（制作：トリガー）の監督も務めたげそいくお、キービジュアルイラストはLENA [A-7]、ミニキャラのデザインは藤沢カミヤが担当した。各キャラの名前がこのようになったのは、監督が名前をつけ忘れたためである。公開前の段階では4号、5号もいたが、プロモーションビデオ作成時に尺に収まりきらないためお蔵入りとなった。公式サイトには同人マークが表示されており、二次創作作品の頒布が許諾されている。

## 機能
「ハッカドール THE めもりある」に収録されているものは太字で表示。
- 「あら〜む」 - 目覚まし機能。指定した時間になると、画面にハッカドールが現れて声を掛けてくる。現れるハッカドールは１号、２号、３号、ランダムの４種類を設定可能。Android版のみ、バイブレーションの間隔が「ハッカドール」を表すモールス信号になっていることが、2019年8月25日に行われたメモリアルトークイベントにて明かされた。
- 「エンドカード」 - 各回配信の25件の記事のうち、３件以上を閲覧することにより獲得できたイラスト。「めもりある」ではアルバムにて、５年間で配信されたエンドカードを全て閲覧できる。
- 「バッジ」 - 各ジャンルごとに一定数の記事を閲覧したり、SNSと連携を行なったりすることなどによってアプリ内で獲得できた。回数をこなすことにより、レベルが最大５まで上昇する。「めもりある」にはレベル５のみ22種類を収録。
- 「ハッカポイント」 - アプリ内の仮想通貨。ログインや記事の閲覧で獲得でき、ハッカゲームセンターで使用できる。サービス終了が告知された後、全ユーザーに5000万ハッカが配布された。
- 「ハッカゲームセンター」 - ボイス付きアドベンチャーゲーム「ハッカトーク」が、iOS版は2014年9月17日、Android版は9月26日にリリース。以降季節のイベントに対応して数を増やしていき、最終的には全15種類のゲームが発表された。ほとんどが１プレイ15ハッカ。クリアするとメールをイメージした、ハッカドールたちからのギフトを貰うことができた。「めもりある」では全てのゲームをハッカポイント無しでプレイ可能。クリアしてもギフトは貰えないが、アルバムにて全てのギフトを閲覧できる。
- 「あなたの成分を表示」 - 閲覧履歴をもとに、ユーザーが関心のあるキーワードを一覧表示する。弁当の食品表示風、コンビニエンスストアのレシート風の表示も用意されていた。
- 「捗ったボタン」 - 配信された記事に対し「ほしい」または「いらない」と意思表示することにより、ユーザーの嗜好を学習し記事選別の精度が向上する。記事をブックマークし、あとで読むこともできる。
- 「SNS連携」 - twitterやLINEを通じて、記事をシェアできる。シェア時の台詞にネタを盛り込むか否かは切り替え可能。

## ティザーサイト
サービス開始に先駆け、2014年8月5日にティザーサイトが開設された。この段階ではニュースアプリである旨は明かされず、ソースコードにコメントアウトで記された謎の日記風の文章が話題となった。

## メディアミックス

### 漫画
召喚（および）ですか！？ ハッカドール
2015年3月からマンガボックスで連載。ピッコマでも2017年9月から配信中。原作はハッカドールチーム（DeNA）、作画はやつき。単行本は小学館クリエイティブのレーベル「エッジスタコミックス」から既刊2巻発売。漫画独自のオリジナルストーリー。
| 巻数 | 発売日        | ISBN                   |
| ---- | ------------- | ---------------------- |
| 1    | 2015年9月11日 | ISBN 978-4-77-808206-2 |
| 2    | 2016年1月9日  | ISBN 978-4-77-808212-3 |
ハッカドール IN こみっくす
月刊ComicREX2015年8月号から2016年7月号まで連載。原作はハッカドールチーム（DeNA）、作画はわたなべナベ。単行本は一迅社のレーベル「IDコミックス REXコミックス」から全2巻発売。テレビアニメ版をベースとしている。
| 巻数 | 発売日        | ISBN                   |
| ---- | ------------- | ---------------------- |
| 1    | 2016年1月27日 | ISBN 978-4-75-806567-2 |
| 2    | 2016年7月27日 | ISBN 978-4-75-806608-2 |

### テレビアニメ
『ハッカドール THE あにめ〜しょん』（ハッカドール ジ あにめ〜しょん）は、2015年10月から12月までTOKYO MXとBS11で、『ULTRA SUPER ANIME TIME』第1部として、AT-Xで独立番組として放送された短編テレビアニメ。1話約8分で、全13話。2015年5月にマチ★アソビのイベントにおいて「ハッカドール」のアニメ化と、TOKYO MXとBS11で放送されていたULTRA SUPER ANIME TIME枠で、同年10月から放送開始すると発表した。
プロモーションビデオで監督を務めたげそいくおが引き続き監督を担当し、同じくプロモーションビデオで制作を担当したトリガーは制作協力として携わる。
テレビアニメでは2XXX年、過度な情報社会において情報に溺れる人間を必要な情報に導くために創造した、マテリアルボディを有した自立思考型ナビゲータープログラムという設定になっており、本作では、世界各地で貢献している前・中期型に比べ、同じ姿の後期版1号 - 3号がコピーによる劣化の末にダメダメでポンコツぶりな設定となっており、上司的な立場の0号と、エキセントリックな4号が登場している。ハッカドールを利用する人々がゲストとして登場する。
第6話では『うーさーのその日暮らし 夢幻編』のオープニングが劇中シーンとしてそのまま使われた。
エンディングは配信されているMMDモデルを使用したダンスとなっている。

#### スタッフ
- 原作・キャラクター原案 - ハッカドールチーム（DeNA）
- 監督・キャラクターデザイン - げそいくお
- シリーズ構成 - 真衣沢かなと
- 脚本 - 佐藤裕
- 美術監督 - 砂川尚人
- 色彩設計 - 鈴木咲絵
- 動画監督 - 及川佳那子
- 撮影監督 - 廣岡岳（第1 - 6話）→林幸司（第7話 - ）
- 編集 - 長谷川舞
- 音響監督 - 打越領一
- 音楽 - 鳴瀬シュウヘイ
- 音楽制作 - DIVE II entertainment
- 音楽プロデューサー - 村上貴志
- プロデューサー - 岩朝暁彦、田中宏幸、清水美佳、麻生一宏、福田順、宇佐義大、足立泰宏、重成幸生
- アニメーションプロデューサー - 稲垣亮祐、別府洋一
- アニメーション制作 - Creators in Pack
- 製作 - ハッカドール THE あにめ〜しょん製作委員会（ディー・エヌ・エー、エイベックス・ピクチャーズ、エー・ティー・エックス、日本アドシステムズ、クロックワークス、グッドスマイルカンパニー、一迅社、コンテンツシグナル）

#### 主題歌
オープニングテーマ「Touch Tap Baby」
作詞 - 畑亜貴 / 作曲・編曲 - RAMM / 歌 - ハッカドール（高木美佑、奥野香耶、山下七海）
エンディングテーマ
「Happy Days Refrain」（第1話、第3話、第5話、第9話）
作詞・作曲・編曲 - RAMM / 歌 - ハッカドール（高木美佑、奥野香耶、山下七海）
「Progress Push Doll」（第2話、第7話）
作詞 - 畑亜貴 / 作曲・編曲 - RAMM / 歌 - ハッカドール1号（高木美佑）
「Reflect Realist Doll」（第4話、第10話）
作詞 - 畑亜貴 / 作曲・編曲 - RAMM / 歌 - ハッカドール2号（奥野香耶）
「Hazy Lazy Doll」（第8話、第11話）
作詞 - 畑亜貴 / 作曲・編曲 - RAMM / 歌 - ハッカドール3号（山下七海）
第6話では挿入歌として使用。

挿入歌
「キャベツ検定」（第2話）
作詞・作曲 - げそいくお / 編曲 - 鳴瀬シュウヘイ / 歌 - ハッカドール（高木美佑、奥野香耶、山下七海）
「Doesn't Know Anything」（第11話）
作詞 - 畑亜貴 / 作曲・編曲 - 鳴瀬シュウヘイ / 歌 - ゆっぴー（青山吉能）
「ハッカドールヒーローのうた」（第12話）
作詞 - 岩朝暁彦 / 作曲 - 鳴瀬シュウヘイ / 編曲 - 奈良崎彰 / 歌 - ハッカドール1号（高木美佑）

#### 各話リスト
| 話数   | サブタイトル                               | 絵コンテ     | 演出       | 作画監督                         |
| ------ | ------------------------------------------ | ------------ | ---------- | -------------------------------- |
| 第1話  | パーソナルエンタメAI!ハッカドール！        | げそいくお   | げそいくお | げそいくお 針場裕子              |
| 第2話  | アイドルやらせてください！                 | げそいくお   | げそいくお | 崎口さおり 花井柚都子 げそいくお |
| 第3話  | そのためのハッカドールです                 | げそいくお   | 渡邉徹明   | 川島勝 扇多惠子                  |
| 第4話  | 先にシャワー浴びてきなよ                   | 五味伸介     | 池田智美   | 宮井加奈                         |
| 第5話  | 4号はダテじゃない！                        | 大地丙太郎   | 佐竹秀幸   | 武田牧子                         |
| 第6話  | 思い出のナーニー                           | 大地丙太郎   | 平村直紀   | 平村直紀                         |
| 第7話  | KUROBAKO                                   | 荒井和人     | 荒井和人   | 鶴田愛                           |
| 第8話  | なんかメインヒロインっぽい                 | 坂本一也     | 坂本一也   | 佐川遥                           |
| 第9話  | オレをとめられるのは火曜の定期メンテだけだ | げそいくお   | げそいくお | げそいくお                       |
| 第10話 | 温泉に行こう！                             | 普津澤画乃新 | 吉田徹     | 普津澤時ヱ門                     |
| 第11話 | 声優警察出動だ！                           | げそいくお   | 佐竹秀幸   | 國松有史 西道拓哉 武田牧子       |
| 第12話 | 魔法少女 Lovely Hurt♥                      | 中川英樹     | 中川英樹   | 中川英樹                         |
| 第13話 | ハッカドールにコミケもおまかせですっ       | げそいくお   | げそいくお | げそいくお                       |

#### 放送局
| 放送期間                 | 放送時間                     | 放送局   | 対象地域 | 備考                         |
| ------------------------ | ---------------------------- | -------- | -------- | ---------------------------- |
| 2015年10月2日 - 12月25日 | 金曜 23:00 - 23:30           | TOKYO MX | 東京都   | 『ULTRA SUPER ANIME TIME』内 |
| 2015年10月4日 - 12月27日 | 日曜 23:15 - 23:25           | AT-X     | 日本全域 | リピート放送あり             |
| 2015年10月5日 - 12月28日 | 月曜 1:00 - 1:30（日曜深夜） | BS11     | 日本全域 | 『ULTRA SUPER ANIME TIME』内 |

| 配信期間                 | 配信時間           | 配信サイト         | 備考                                           |
| ------------------------ | ------------------ | ------------------ | ---------------------------------------------- |
| 2015年10月5日 - 12月28日 | 月曜 1:30 更新     | ニコニコチャンネル | 第1話無料、第2話以降1週間無料                  |
| 2015年10月6日 - 12月29日 | 火曜 13:30 更新    | U-NEXT             |                                                |
|                          |                    | アニメ放題         |                                                |
|                          |                    | ビデオマーケット   |                                                |
| 2015年10月7日 - 12月30日 | 水曜 0:00 更新     | GYAO!              | 第1話無料、第2話以降1週間無料                  |
|                          | 水曜 14:00 更新    | バンダイチャンネル | 第1話無料、第2話以降有料、有料会員は全話見放題 |
| 2015年10月9日 -          | 金曜 22:00 - 22:30 | バンダイチャンネル | 無料ライブ配信 / 『ULTRA SUPER ANIME TIME』内  |
|                          | 金曜 22:30 - 23:00 | ニコニコ生放送     | 『ULTRA SUPER ANIME TIME』内                   |
| 2015年10月22日 -         | 木曜 12:00 更新    | dアニメストア      |                                                |

#### BD
| 巻 | 発売日         | 収録話         | 規格品番   |
| -- | -------------- | -------------- | ---------- |
| 1  | 2015年12月25日 | 第1話 - 第6話  | EYXA-10687 |
| 2  | 2016年1月29日  | 第7話 - 第13話 | EYXA-10688 |

### ブラウザゲーム
アプリ機能『ハッカゲームセンター』以外に無料ゲームとして『かむばっく!ハッカドール!! ～消えたハッカドール達を探せ～』がRPGアツマールで2019年2月26日公開。ジャンルはバーチャル探索ゲーム。VTuber×RPGアツマール ゲームコラボver.2の企画の内の1つとして配信。

## 他作品とのコラボレーション
スーパーロボット大戦X-Ω
ロボットアニメが多数参戦するクロスオーバー作品。2017年8月限定で本作が参戦。
ハッカドール1号 - 3号と専用ロボット「ハカドリオン」が登場。このロボットは参戦にあたって新規にデザインされた。
ミス・モノクローム -The Animation- 3
第13話でハッカドール1号がカメオ出演。逆に本作・ハッカドール THE あにめ〜しょんの第11話にミス・モノクロームもカメオ出演している。

## バーチャルYouTuber
2018年4月1日（動画のアップロード自体は3月31日）にハッカドール1号がバーチャルYouTuberとしてデビューした。動画の最後にエイプリルフールの企画であることが仄めかされていたものの、4月24日にハッカドール3号が出演する新たな動画がアップロードされ、5月15日にアップロードされた動画にて正式にバーチャルYouTuberとして活動を開始することを発表した。DeNAによると「3月31日に投稿した動画が好評を博し、正式にバーチャルYouTuberデビューが決定、公式チャンネルを運営していくことになった」という。